# Stenodema plebeja
Stenodema plebeja (лат.) — вид клопов-слепняков рода Stenodema из подсемейства Mirinae (Miridae). Китай (Сычуань).

## Описание
Растительноядные клопы удлинённой формы. От близких видов отличается следующими признаками: отношение длины сегмента II антенн к ширине головы у самки > 2,7; отношение длины тела к ширине пронотума 4,9—5,0; левый парамер лишь слегка наклонен базально; на гемиэлитроне присутствуют только простые волоски (у Stenodema chinensis они уплощённые серебристые); надкрылья часто с контрастной маркировкой по внутреннему краю; переднеспинка с парными продольными отметинами; заднее бедро часто с рядами тёмных отметин, но без шипиков; лоб не выступает над наличником.